# 大部勝規
大部 勝規（おおぶ かつのり、1958年（昭和33年）7月11日 - ）は日本の政治家。高萩市長（2期）を務める。

## 経歴
1958年7月11日、高萩市に生まれる。駒澤大学法学部を卒業し、高萩市住宅公社職員となった。公社では、経理、販売促進企画、用地交渉などを担当した。その後、2008年から高萩市職員となった。高萩市では、市長室長、秘書広報課長、会計課長、市監査委員事務局長を歴任した。
2017年11月10日付で高萩市職員を退職。2018年1月28日告示・2月4日投開票の高萩市長選挙に立候補した。選挙戦では、高萩駅前へのホテル誘致に対して税金の投入中止や道の駅整備構想の中止、旧君田小中学校の活用策の見直しを訴えた。投開票の結果、現職小田木真代を破って当選した。
※当日有権者数：24,929人 最終投票率：56.55%（前回比：-pts）
| 候補者名   | 年齢 | 所属党派 | 新旧別 | 得票数  | 得票率 | 推薦・支持                               |
| ---------- | ---- | -------- | ------ | ------- | ------ | ---------------------------------------- |
| 大部勝規   | 59   | 無所属   | 新     | 8,396票 | 60.0%  | -                                        |
| 小田木真代 | 54   | 無所属   | 現     | 5,590票 | 40.0%  | 自由民主党・希望の党・公明党・民進党推薦 |

3月2日、市長に就任した。
2022年1月30日告示・2月6日投開票の市長選挙に自由民主党高萩支部・公明党・国民民主党の推薦を受け立候補、無投票で再選した。

## 人物
- 趣味は映画鑑賞と釣りで月1回映画館へ行く[5][6]。
- 座右の銘は「一期一会」[5][6]